# 이택석
이택석(1935년 12월 7일~2022년 8월 7일)은 대한민국의 정치인이다. 제13·14·15대 국회의원을 지냈다.

## 학력
- 일산국민학교 (졸업)
- 경복중학교 (졸업)
- 경복고등학교 (졸업)
- 고려대학교 법과대학 (법학 / 학사)

## 역대 선거 결과
|  | 14.25% |

|  | 22.90% |

|  | 50.77% |

|  | 32.34% |

|  | 34.66% |

|  | 12.51% |